# 周旭明 (编剧)
周旭明（Chow Yuk-Ming，？—），香港电视剧、电影、舞台剧的編劇、編審，1986年中學畢業隨即投身電影圈，编撰过多部香港经典电影，包括《富贵逼人》系列，1988年考入香港演藝學院戲劇學院導演系，同時在亞洲電視兼職電視劇編劇工作，1994年加入無綫電視，首套參與劇集創作是由曾謹昌監製《笑看風雲》，半年後晉升編審。
在效力無綫期間，與金牌監製戚其義參與三套經典長劇－《天地男兒》、《天地豪情》、《創世紀》的劇本創作，踏入二千年代，與監製戚其義共同製作非主流港劇題材。2004年的《金枝慾孽》更榮獲「最佳劇集」獎。2011年再推出近十年华语电视界，最具爭議性的話題之作《天與地》，口碑不俗，更加震撼两岸三地电视观众，亦榮獲「最佳劇集」獎。2012年推出比《天與地》更破格的作品《心戰》。
周旭明曾称，其作品除娱乐大众外，更加希望带出不同讯息，反应香港和中國不同阶层在社会转变中的各个角色，也希望为香港电影培育更多的编剧人才，以及打造幕前的新生代巨星。
周旭明於2012年10月2日在新浪微博對外公開宣佈將會離開無綫，故此《金枝慾孽貳》會是他最後一部參與的作品。。

## 編劇列表

### 电影
- 富贵逼人（1987年）（联同马伟豪、高志森）
- 三人世界（1988年）（联同陈嘉上）
- 豪门夜宴（1991年）（联同谷德眧）
- 芝士火腿（1993年）（联同郭偉鐘、阮世生、馬偉豪、鄒凱光）

## 編審/編劇列表

### 電視劇（亞洲電視）
| 首播   | 劇名            | 監製   |
| 1990年 | 街市忍者        | 伍潤泉 |
| 1992年 | 李小龍傳        | 戚其義 |
| 1992年 | 點解阿Sir係隻鬼 | 戚其義 |

### 電視劇（無綫電視）
| 首播        | 劇名               | 監製   |
| 1994年      | 笑看風雲           | 曾謹昌 |
| 1995年      | O記實錄            | 戚其義 |
| 1996年      | O記實錄II          | 戚其義 |
| 1996年      | 天地男兒           | 戚其義 |
| 1998年      | 天地豪情           | 戚其義 |
| 1998年      | 難兄難弟之神探李奇 | 鍾澍佳 |
| 1999年      | 創世紀             | 戚其義 |
| 1999年      | 先生貴性           | 戚其義 |
| 2000年      | 創世紀II天地有情   | 戚其義 |
| 2001年      | 娛樂反斗星         | 黃偉聲 |
| 2002年      | 蕭十一郎           | 黃偉聲 |
| 2004年      | 血薦軒轅           | 戚其義 |
| 2004年      | 金枝慾孽           | 戚其義 |
| 2005年      | 妙手仁心III        | 戚其義 |
| 2006年      | 火舞黃沙           | 戚其義 |
| 2006年      | 刑事情報科         | 戚其義 |
| 2006年      | 婚姻乏術           | 黃偉聲 |
| 2008-2009年 | 珠光寶氣           | 戚其義 |
| 2010年      | 飛女正傳           | 戚其義 |
| 2011年      | 天與地             | 戚其義 |
| 2012年      | 4 in love          | 戚其義 |
| 2012年      | 心戰               | 戚其義 |
| 2013年      | 金枝慾孽貳         | 戚其義 |

### 電視劇（中國）
2017年：《传奇大亨》

## 外部連結
- 周旭明的微博 新浪微博 （页面存档备份，存于）
- 周旭明在香港影庫上的簡介